# Wacław Rzewuski
Wacław Piotr Rzewuski (1706-1779) est un officier, homme politique et écrivain polonais du XVIIIe siècle, grand-hetman de la Couronne et castellan de Cracovie (1778).

## Biographie
Durant la Guerre de Succession de Pologne (1733-1738), il prend alternativement parti pour Stanisław Leszczyński et pour Auguste III, qui sort vainqueur de ce conflit. En 1736, il préside le Sejm de pacification.
En 1739, il repousse une invasion de Tartares.
En 1762, à la diète de Varsovie, il fait partie des opposants à l'élection de Stanisław Poniatowski, soutenu par la Russie. Pour cette raison, en 1767, il est fait prisonnier ainsi que son fils et reste retenu six ans en Russie. 
Par la suite, il reste à l'écart de la vie politique et se consacre à la littérature. On a de lui :
- des tragédies classiques et des tragédies historiques tirées de l'histoire de la Pologne ;
- des poésies
- le Nouvel Art poétique (1762).

Il est le père de Seweryn Rzewuski.